# Roger García Junyent
Roger García Junyent (Sabadell, Barcelona; 15 de diciembre de 1976) es un exfutbolista español. 
Es el pequeño de una saga de futbolistas formada además por Genís y Óscar. Solía jugar de centrocampista izquierdo. Posteriormente fue segundo entrenador del CE Sabadell, desempeñando funciones de ayudante de Lluís Carreras.

## Trayectoria como jugador
A la edad de 5 años comenzó a jugar en el equipo Mercantil de Sabadell y poco después se incorporó a las categorías inferiores del F.C. Barcelona. De la mano de Johan Cruyff, Roger debutó con el primer equipo el 6 de mayo de 1995 en un Deportivo - F.C. Barcelona. Roger, junto a su hermano Óscar y otros jóvenes como Iván de la Peña o Juan Carlos Moreno, formó parte del grupo de jugadores a los que se les llamó "La Quinta del Mini". Esa temporada jugó cinco partidos con el primer equipo, con el que consiguió dorsal propio a la siguiente. Estuvo en el club culé hasta 1999, consiguiendo dos Ligas, una Recopa de Europa, dos Copas del Rey y una Supercopa de España. 
En 1999 y debido a las diferencias con el entrenador Louis van Gaal, Roger abandona el Barça, fichando por el Espanyol. En el conjunto perico milita durante cuatro temporadas, y consigue la tercera Copa del Rey de su palmarés. Cuando se acaba su contrato, Roger se incorpora a la disciplina de Villarreal, donde tuvo una excelente primera temporada en la que contó mucho para el entrenador, pero posteriormente diversas lesiones de gravedad le dejaron en el dique seco en la temporada 2004-2005. Con el submarino amarillo conquistó dos Copas Intertoto.
En 2006, Roger García ficha por el Ajax de Ámsterdam. Las lesiones volvieron a hacer mella en el centrocampista catalán y aunque ganó una Copa holandesa, apenas entró en los planes del entrenador Henk ten Cate. 
El 7 de julio del 2007 y debido a las lesiones que había sufrido en la última etapa en el Ajax, Roger García anunciaba su retirada del mundo del fútbol.

## Trayectoria como entrenador
En la temporada 2010/11, Roger se convierte en el segundo entrenador de Lluís Carreras en el CE Sabadell, con el que logró subir a la Segunda División A. Dejó el club junto con Carreras en 2013.
El 23 de mayo de 2016 se hace oficial que será el nuevo entrenador del Juvenil A del CF Damm a partir de la temporada 2016/17. Cargo que compagina con la Dirección Deportiva de la misma entidad. En esta nueva etapa, se acompaña de Albert Puigdollers como segundo entrenador del Juvenil A y Gerard Roca como coordinador de juveniles.
Desde el 4 de noviembre de 2019 hasta el día de la destitución de su hermano Óscar García Junyent el 9 de noviembre de 2020, ejerció de segundo entrenador del Real Club Celta de Vigo.

## Curiosidades
Se puede afirmar que Roger García ha sido el último jugador de la historia del Ajax que ha lucido el número 14 en su espalda antes de que el club retirara este número por haberlo llevado Johan Cruyff.
Otro detalle curioso es que Roger es el único jugador profesional del que se tenga noticia que ha conseguido marcar tres goles desde más allá de la línea de medio campo. Estos goles fueron:
- 20 de octubre de 2002, Primera División: RCD Espanyol-Recreativo, gol desde 53 metros.[3]
- 27 de abril de 2003, Primera División: RCD Espanyol-Rayo Vallecano, gol desde 51 metros.
- 3 de marzo de 2004, Copa de la UEFA: Villarreal-Galatasaray, gol desde 50 metros.

Roger García es, por otra parte, el jugador que más veces ha vestido la camiseta de la Selección de fútbol de Cataluña (un total de 12), motivo por el cual fue homenajeado el 30 de diciembre de 2011 en el Camp Nou.

## Clubes
| Club              | País         | Año       |
| ----------------- | ------------ | --------- |
| F.C. Barcelona    | España       | 1994-1999 |
| RCD Espanyol      | España       | 1999-2003 |
| Villarreal        | España       | 2003-2006 |
| Ajax de Ámsterdam | Países Bajos | 2006-2007 |

## Palmarés

### Campeonatos nacionales
| Título                        | Equipo            | País         | Año  |
| ----------------------------- | ----------------- | ------------ | ---- |
| Supercopa de España           | F.C. Barcelona    | España       | 1996 |
| Copa del Rey                  | F.C. Barcelona    | España       | 1997 |
| La Liga                       | F.C. Barcelona    | España       | 1998 |
| Copa del Rey                  | F.C. Barcelona    | España       | 1998 |
| La Liga                       | F.C. Barcelona    | España       | 1999 |
| Copa del Rey                  | RCD Espanyol      | España       | 2000 |
| Supercopa de los Países Bajos | Ajax Ámsterdam    | Países Bajos | 2006 |
| Copa holandesa                | Ajax de Ámsterdam | Países Bajos | 2007 |

### Copas internacionales
| Título              | Equipo           | País   | Año  |
| ------------------- | ---------------- | ------ | ---- |
| Recopa de Europa    | F.C. Barcelona   | España | 1997 |
| Supercopa de Europa | F.C. Barcelona   | España | 1997 |
| Eurocopa Sub-21     | Selección Sub-21 | España | 1998 |
| Copa Intertoto      | Villarreal       | España | 2003 |
| Copa Intertoto      | Villarreal       | España | 2004 |